# Nitrogén-trijodid

A nitrogén-trijodid vagy jód-nitrogén egy rendkívül robbanékony vegyület, képlete NI3.
Lila vagy fekete kristályos anyag.
A saját súlya alatt is felrobbanhat, kiszárítva már madártollal vagy falevéllel való érintés, enyhe légáramlatok, de még a radioaktív sugárzás is berobbanthatja.
Akkor keletkezik, ha elemi jódot ammónium-hidroxiddal reagáltatunk, az ekkor keletkezett anyag stabil, ameddig ammóniafeleslegben és hűvös és sötét helyen tárolják, de még így sem ajánlott 2-3 grammnyi mennyiségnél nagyobbat előállítani.
5NH3(aq) + 3I2(s)=NI3·NH3(s) + 3NH4I(aq)

3I2(s) + 5NH4OH(aq) = 3NH4I(aq) + NH3·NI3↓ + 5H2O(l)
robbanásának egyenlete:
8NI3·NH3(s) = 5N2↑ + 6NH4I(s) + 9I2↑
Vízben oldhatatlan, de lassan reagál vele:
2NI3(s) + 3H2O(l) = 6HI(aq) + N2O3(g)
N2O3(g) + H2O(l) ⇌ 2HNO2(aq)
NI3(s) + 3 H2O(l) ⇌ NH3(aq) + 3 HOI(aq)